# Hydroxyzine
Hydroxyzine is een antihistaminicum dat wordt gebruikt bij de behandeling van jeuk, slapeloosheid, angst en misselijkheid, ook als gevolg van bewegingsziekte. Het wordt oraal of via injectie in een spier gebruikt.
Vaak voorkomende bijwerkingen zijn slaperigheid, hoofdpijn en een droge mond.Als ernstige bijwerking kan QT-tijdverlenging voorkomen. Het is onduidelijk of gebruik tijdens zwangerschap of borstvoeding veilig is. Hydroxyzine werkt door de effecten van histamine te blokkeren. Het is een antihistaminicum van de eerste generatie in de piperazine-familie.
Het werd voor het eerst gesynthetiseerd door Union Chimique Belge in 1956 en werd later dat jaar goedgekeurd voor verkoop door Pfizer in de Verenigde Staten. In 2020 was het de 70e meest voorgeschreven medicatie in de Verenigde Staten, met meer dan 10 miljoen recepten.